# Hugo Eberhardt (Architekt)

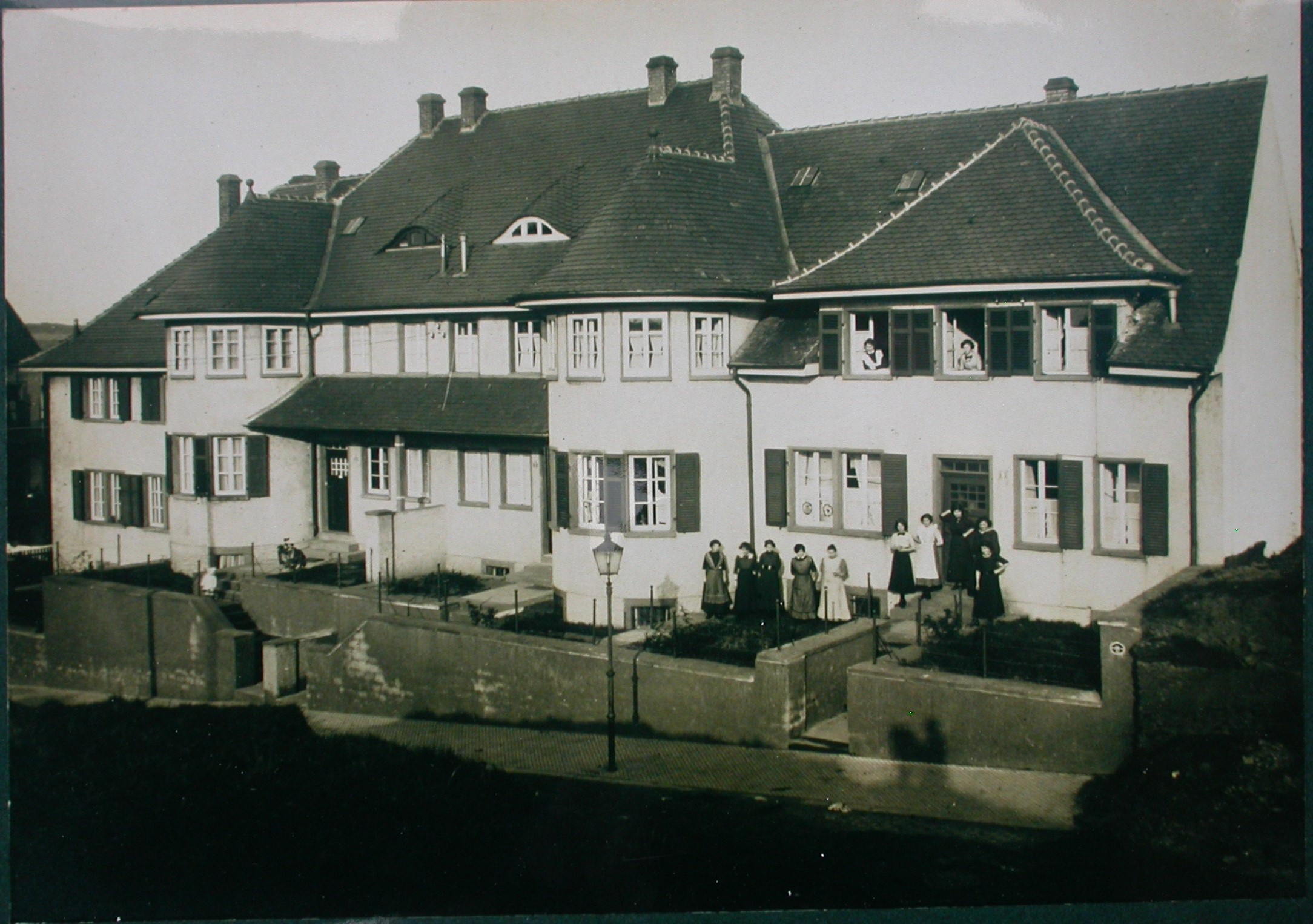
Vier Einfamilienreihenhäuser des Schuhfabrikanten und Kommerzienrates "Emil Paque'" in Pirmasens, Fotoaufnahme nach der Fertigstellung

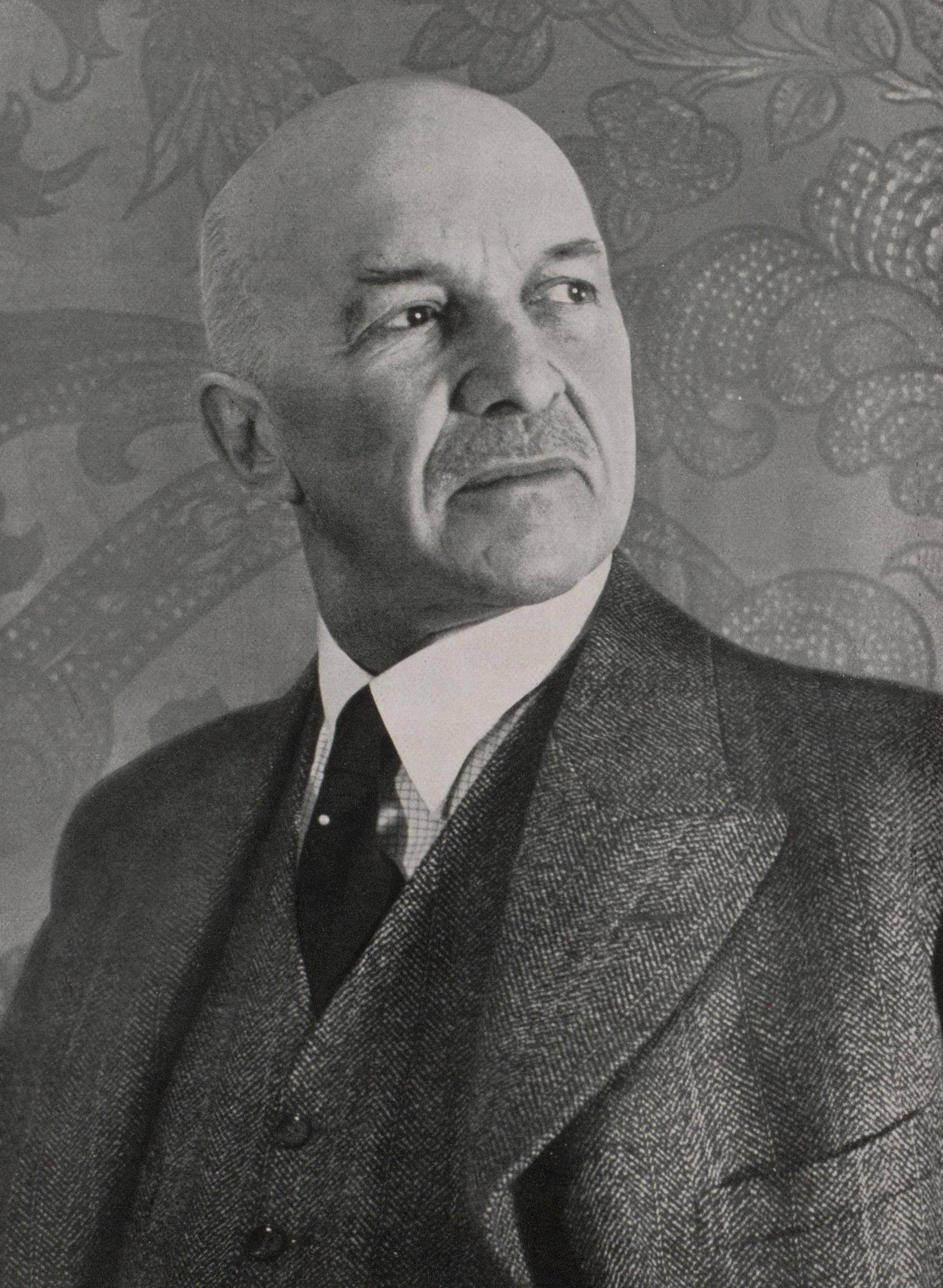
Hugo Eberhardt

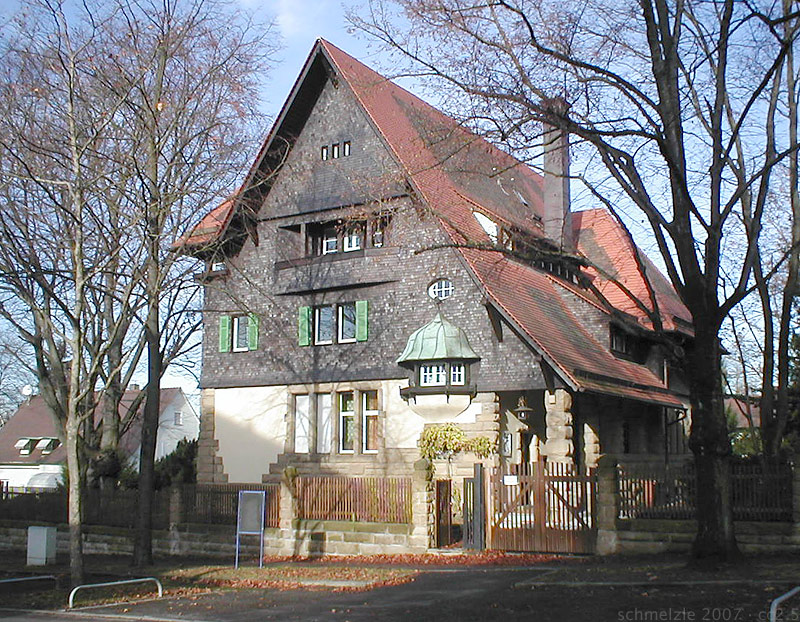
Villa Pielenz in Heilbronn

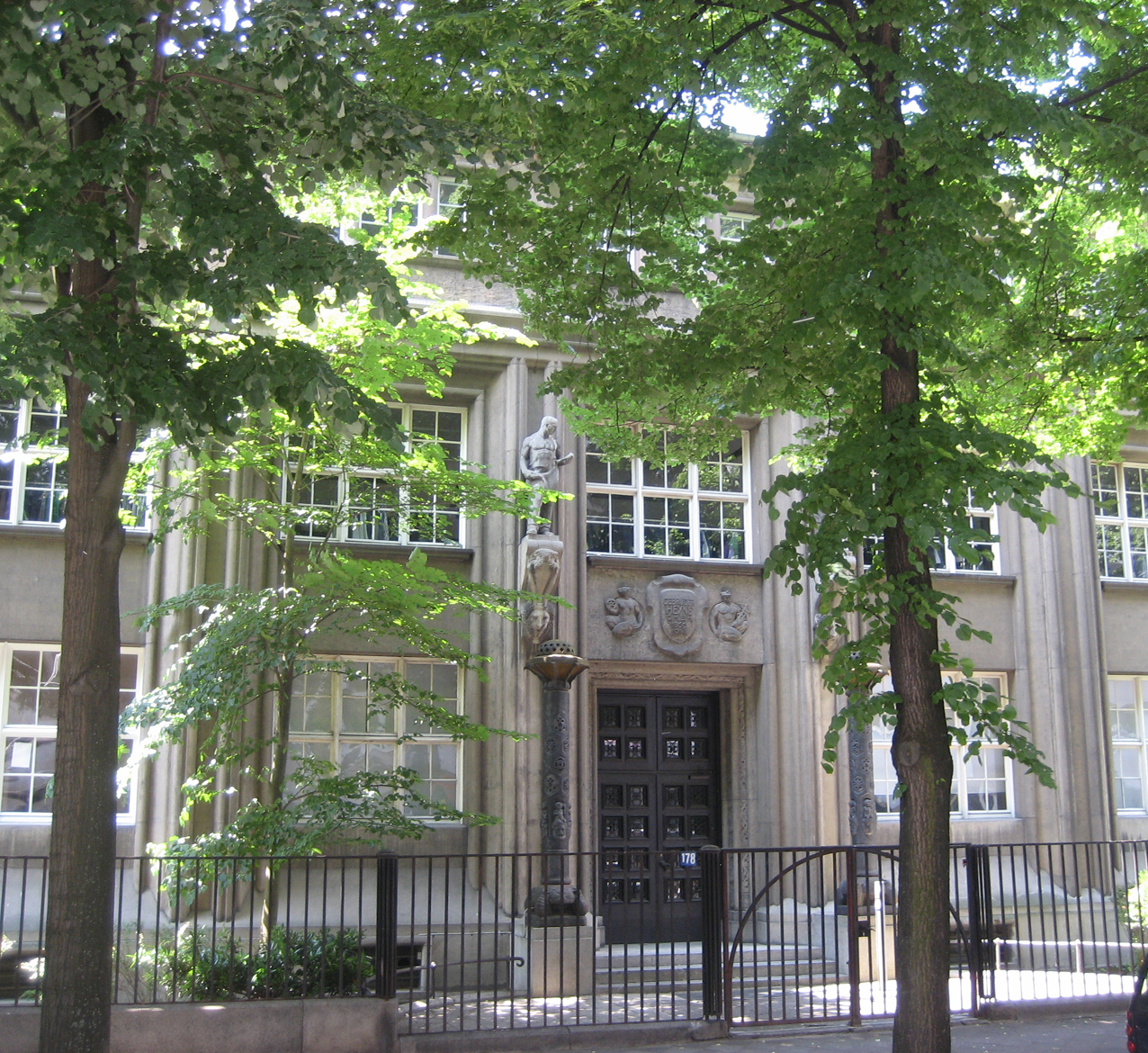
Verwaltungsgebäude der Heyne-Fabrik in Offenbach

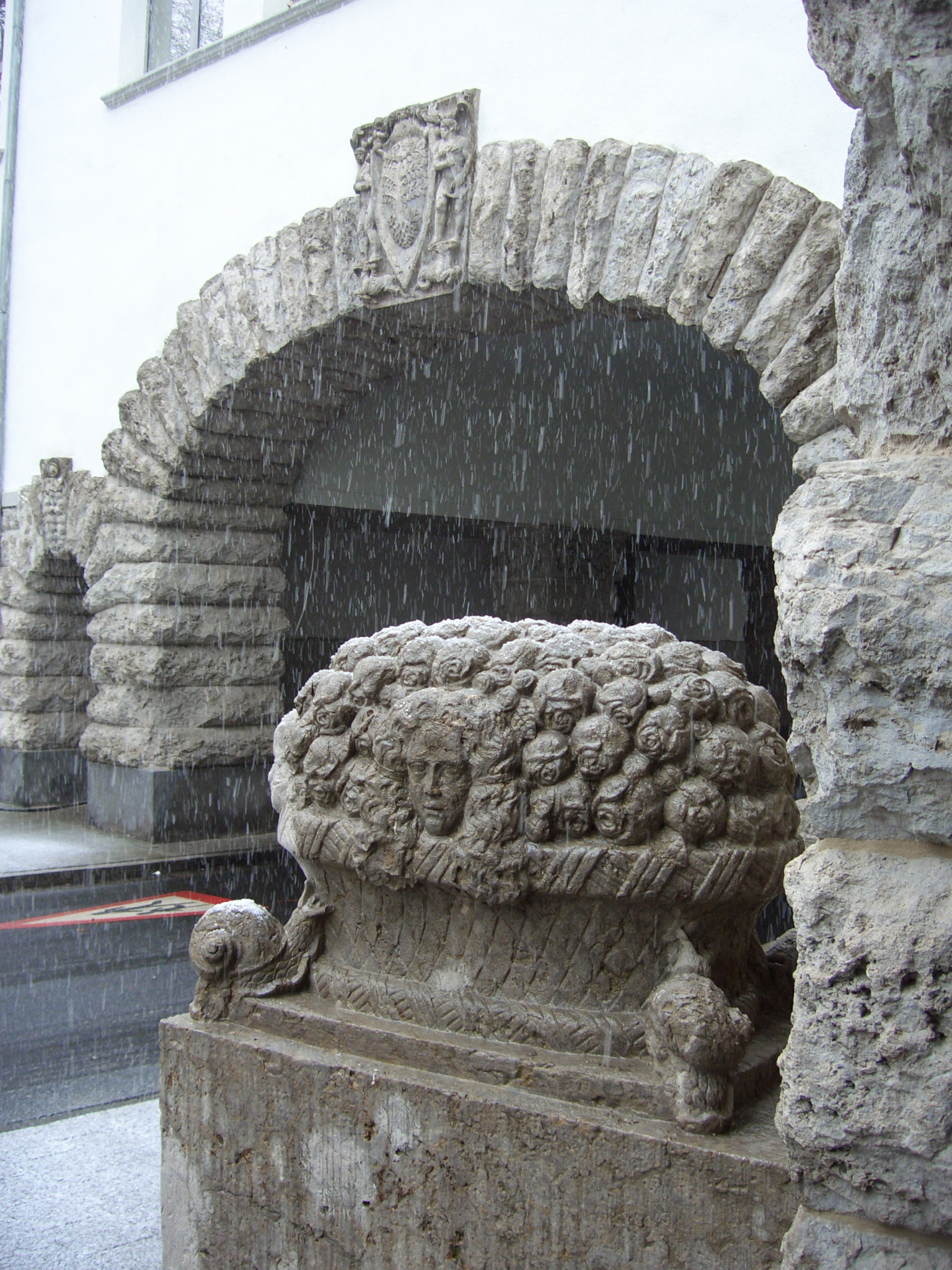
Detail am Gebäude der Hochschule für Gestaltung Offenbach am Main

Hugo Eberhardt (* 2. Mai 1874 in Furtwangen im Schwarzwald; † 8. April 1959 in Miltenberg) war ein deutscher Architekt.

## Leben
Seine gestalterische Tätigkeit begann er als Innenausstatter von Schiffen des Norddeutschen Lloyd. 1903 leitete er im Auftrag des Württembergischen Kultusministeriums Ausgrabungen am Asklepieion von Kos. 1904 wurde er Stadtbauinspektor in Frankfurt am Main. 1905 erhielt Eberhardt von Gustav Pielenz, dem Generaldirektor der Firma Knorr, den Auftrag, die Villa Pielenz in Heilbronn zu errichten, in der Folge erhielt er auch Aufträge für die Villen Plappert und Berberich in Heilbronn. Die Villa Berberich an der Karlstraße 141 in Heilbronn wurde 1905/6 als Wohnhaus für den Kaufmann Carl Berberich erbaut.
Er führte mit seinen Heilbronner Villen die englische Landhausarchitektur in der Region ein. 1907 wurde Eberhardt Leiter der Technischen Lehranstalten Offenbach am Main (heute Hochschule für Gestaltung). Aus der Lehrmittelsammlung gründete er 1917 das Deutsche Ledermuseum, das er bis zu seinem Tod leitete und das von seinem Assistenten, dem Architekturhistoriker Günter Gall, für die folgenden 30 Jahre übernommen wurde. Er war auch als Berater für Goldpfeil tätig.
In Offenbach am Main baute Eberhardt größere Gebäude: Das Verwaltungsgebäude der Heyne-Fabrik, das Verwaltungsgebäude der Allgemeinen Ortskrankenkasse und das Gebäude der heutigen Hochschule für Gestaltung.
Eine lebenslange Freundschaft verband ihn mit dem Forscher Sven Hedin und dem Offenbacher Juristen und Kunstsammler Siegfried Guggenheim. Der spätere Bundespräsident Theodor Heuss, der wie Eberhardt Mitglied des Deutschen Werkbundes war, lobte seinen Reichtum an Gestaltung, Sachlichkeit und seinen Sinn für zweckmäßige Materialauswahl. Ein Schüler von Eberhardt war der Architekt Ernst Balser.
Eberhardt verweigerte sich nach 1933 nicht der Zusammenarbeit mit den nationalsozialistischen Machthabern. Trotzdem büßte die Schule in Offenbach an Bedeutung ein, verlor den Fachbereich Maschinenbau und wurde zur Meisterschule des Deutschen Handwerks abgestuft. Zum 1. April 1940 trat Eberhardt in die NSDAP ein (Mitgliedsnummer 8.007.681).
Die letzte Ruhestätte des Architekten befindet sich im Deutschen Ledermuseum in Offenbach, wo dessen Urne hinter einer Grabwand verwahrt wird.

## Ehrungen
- 1953 wurde er zum Ehrenbürger der Stadt Offenbach am Main ernannt.
- 1954 erhielt er das Große Bundesverdienstkreuz.
- In Offenbach wurde eine Straße nach ihm als Hugo-Eberhardt-Weg benannt.

## Werk

### Bauten und Entwürfe
- 1904: Landhaus Hägele bei Geislingen[7]
- 1905: Villa Pielenz in Heilbronn
- 1905–1906: Villa Berberich in Heilbronn
- 1907: Villa Plappert in Heilbronn
- 1908: Landhaus Bubat in Freiburg im Breisgau, Mercystraße 26
- 1908: Wohnhaus für Stadtrat Lautenschlager in Frankfurt am Main
- 1908: Schillerschule in Frankfurt am Main (1944 zerstört bis auf Nebengebäude an der Gartenstraße)
- 1909–1910: Landhaus für den Fabrikanten Fritz Hardt in Wefelsen bei Lennep[8]
- 1909–1911: Verwaltungsgebäude der Lederwarenfabrik und Gerberei J. Mayer & Sohn in Offenbach am Main[9] (1970 abgerissen, Bauschmuck erhalten, so zum Beispiel im Foyer des Rathauses von Offenbach am Main und vor dem Deutschen Ledermuseum in Offenbach)
- 1910–1911: Gymnasium Friedrich-Wilhelm-Schule in Eschwege
- um 1910: „Landhaus Helene“ in der Villenkolonie Buchschlag
- 1910: Landhaus „Adolfshütte“ in Dillenburg[10]
- 1911: Landhaus Eberhardt in Miltenberg am Main, am Waldrand des Grauberges
- 1911: Vier Einfamilienreihenhäuser für den Schuhfabrikanten Kommerzienrat Emil Paqué in Pirmasens
- 1910–1912: Hauptgebäude der Technischen Lehranstalten (heute HfG) in Offenbach am Main
- 1912: Landhaus Hahn in Königstein im Taunus (Elternhaus von L. Albert Hahn, Ensemble mit dem Erweiterungsbau für das Sanatorium von Oskar Kohnstamm)
- 1912–1913: Altenheim der Wilhelm-Schramm-Stiftung; Das Gebäude ist wahrscheinlich der einzig in Offenbach erhaltene Wohnbau des Architekten. Die Anlage steht unter Denkmalschutz.[11]
- 1913–1914: Verwaltungsgebäude der Heyne-Fabrik in Offenbach am Main

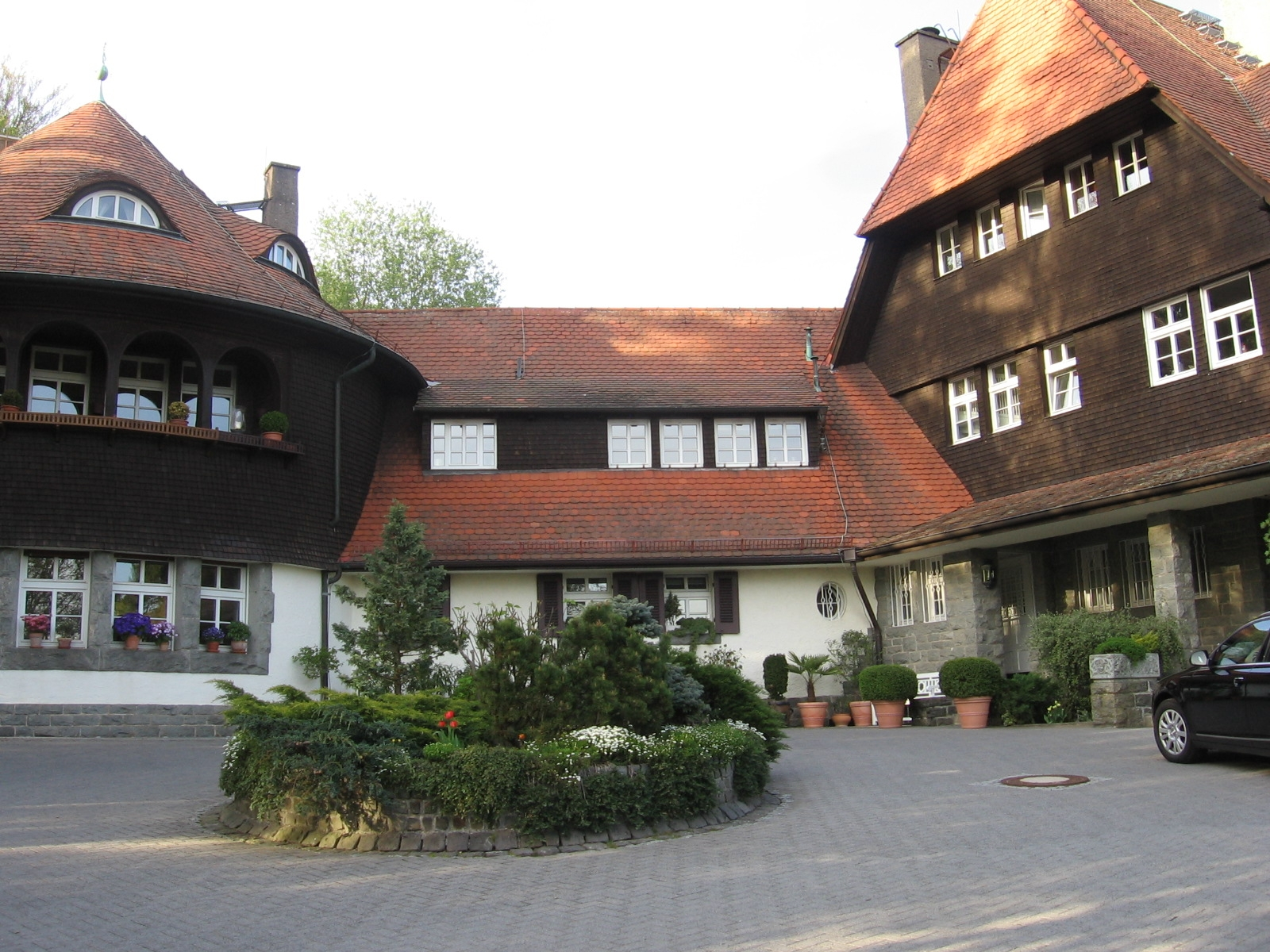
Die Villa Hahn in Königstein im Taunus
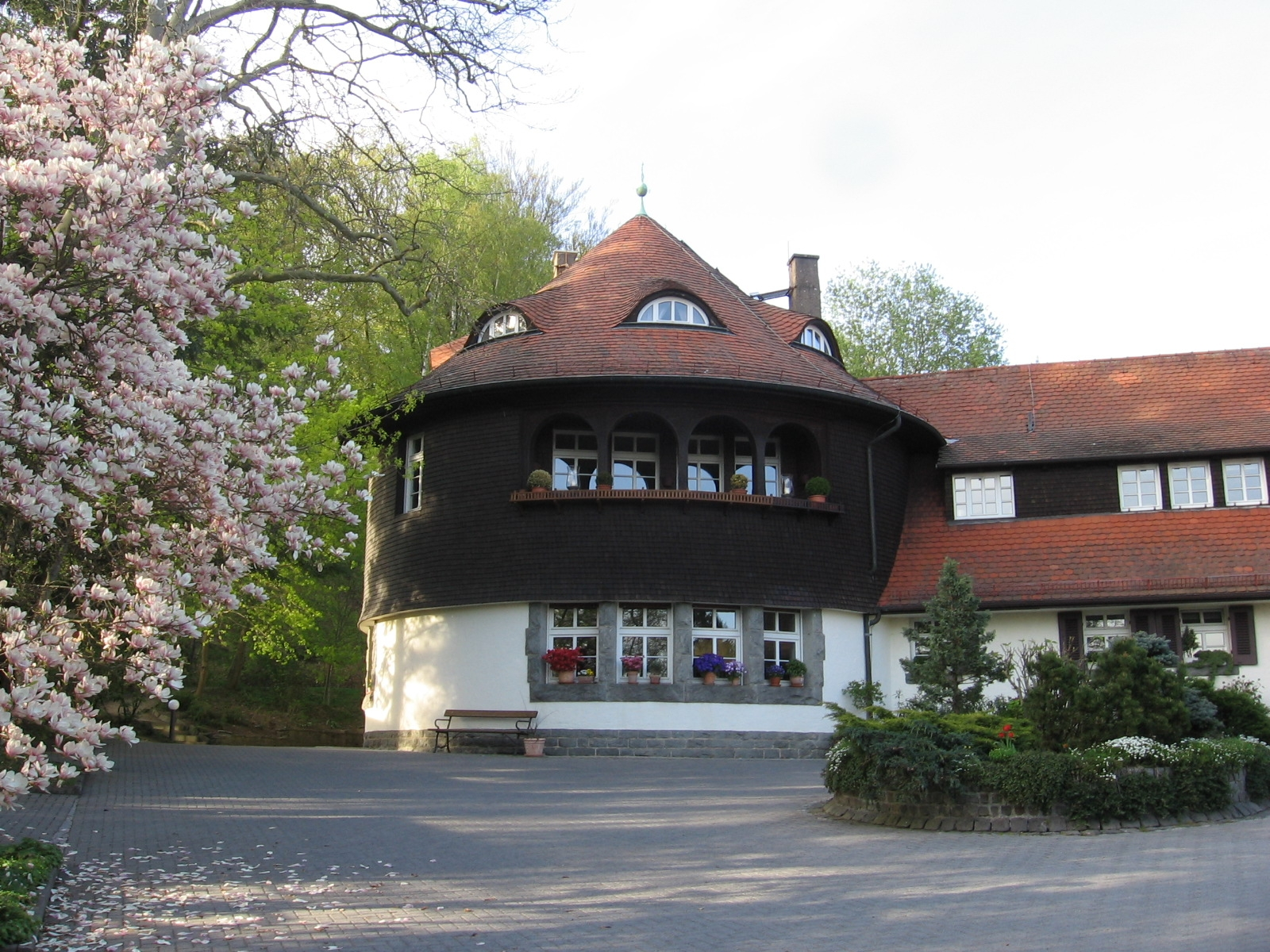
Blick auf den Turm der Villa Hahn
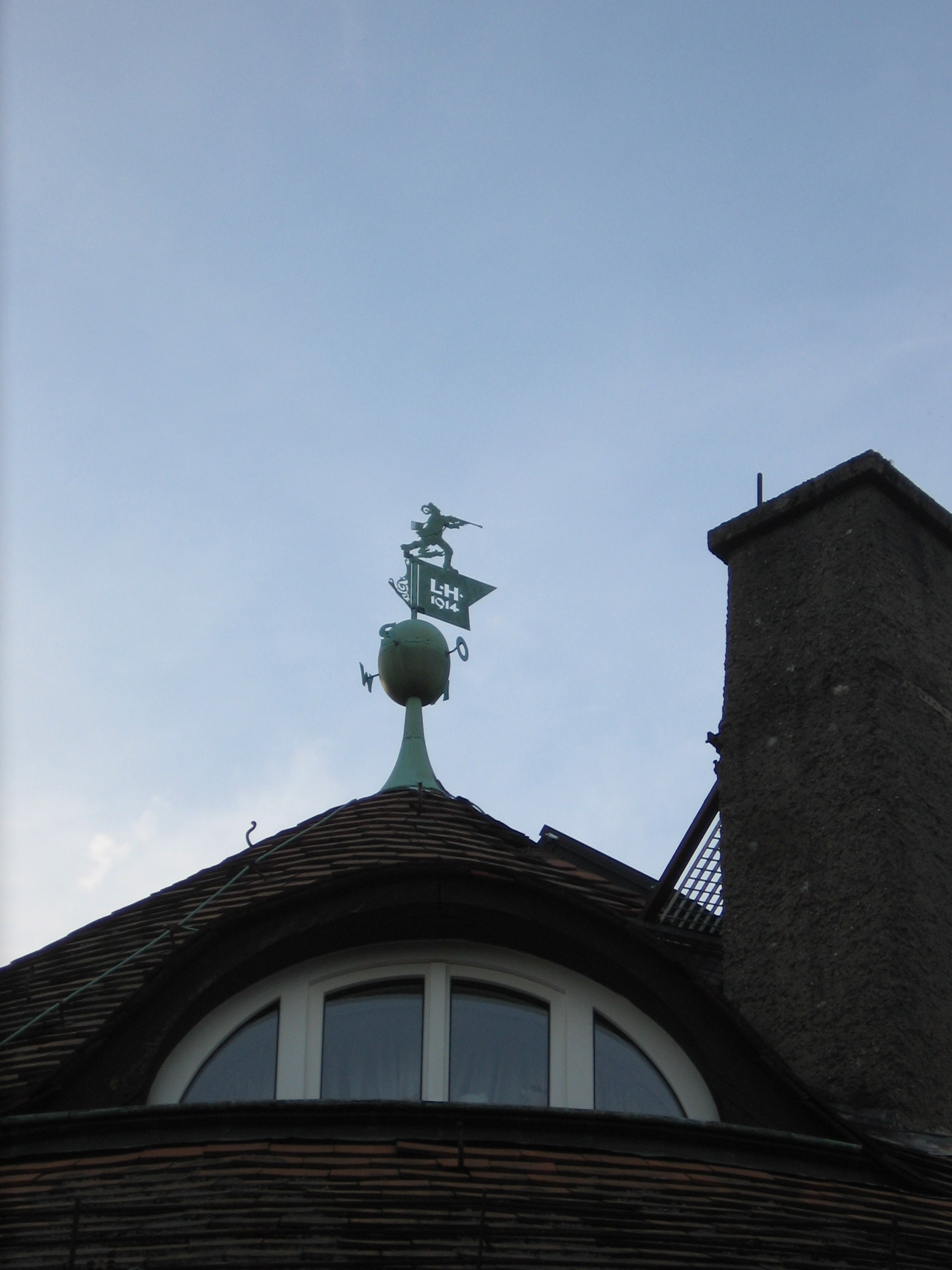
Blick auf die Wetterfahne mit den Initialen L.H.
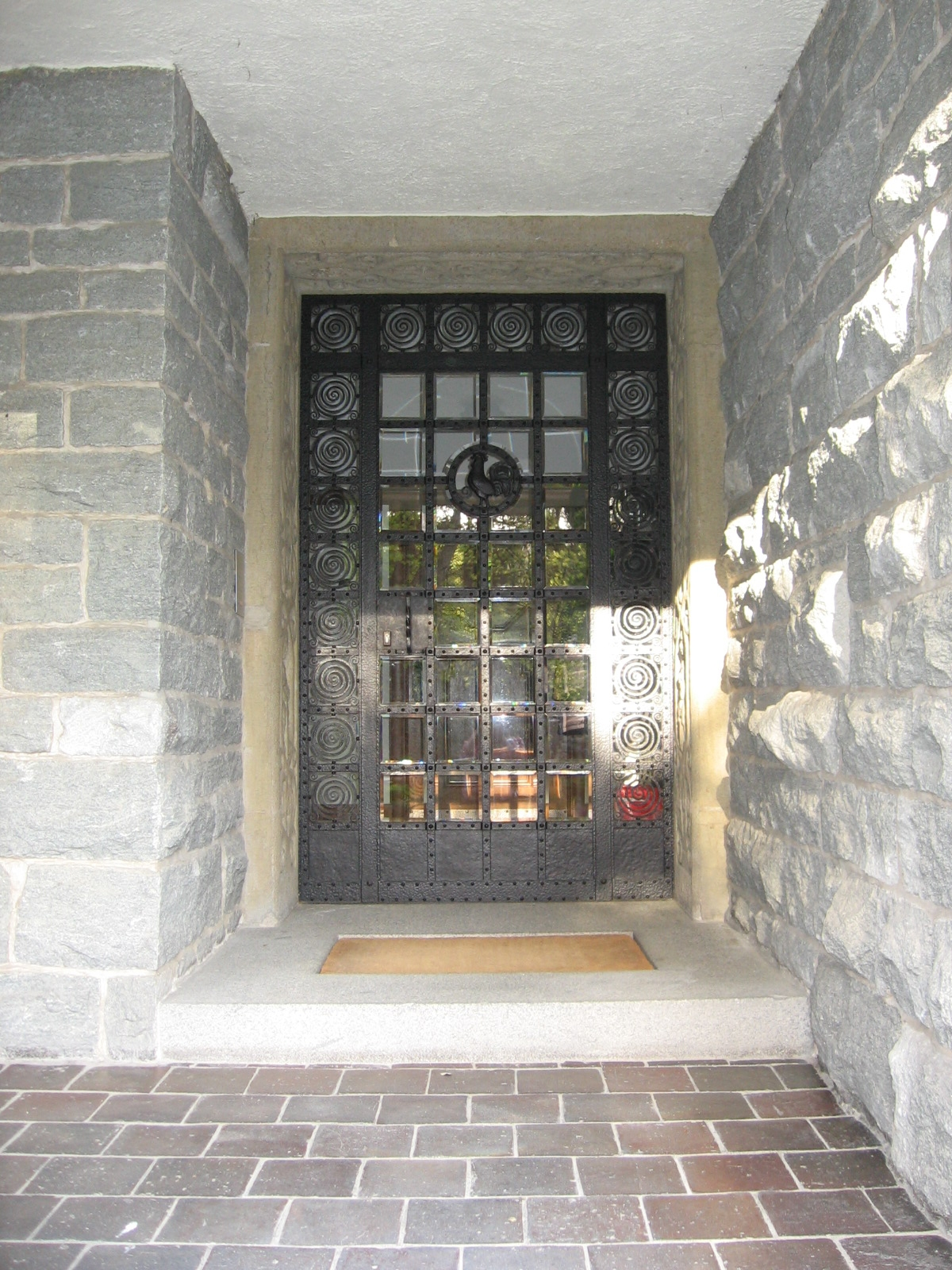
Blick auf die Haustür mit dem Emblem eines Hahns in der Mitte
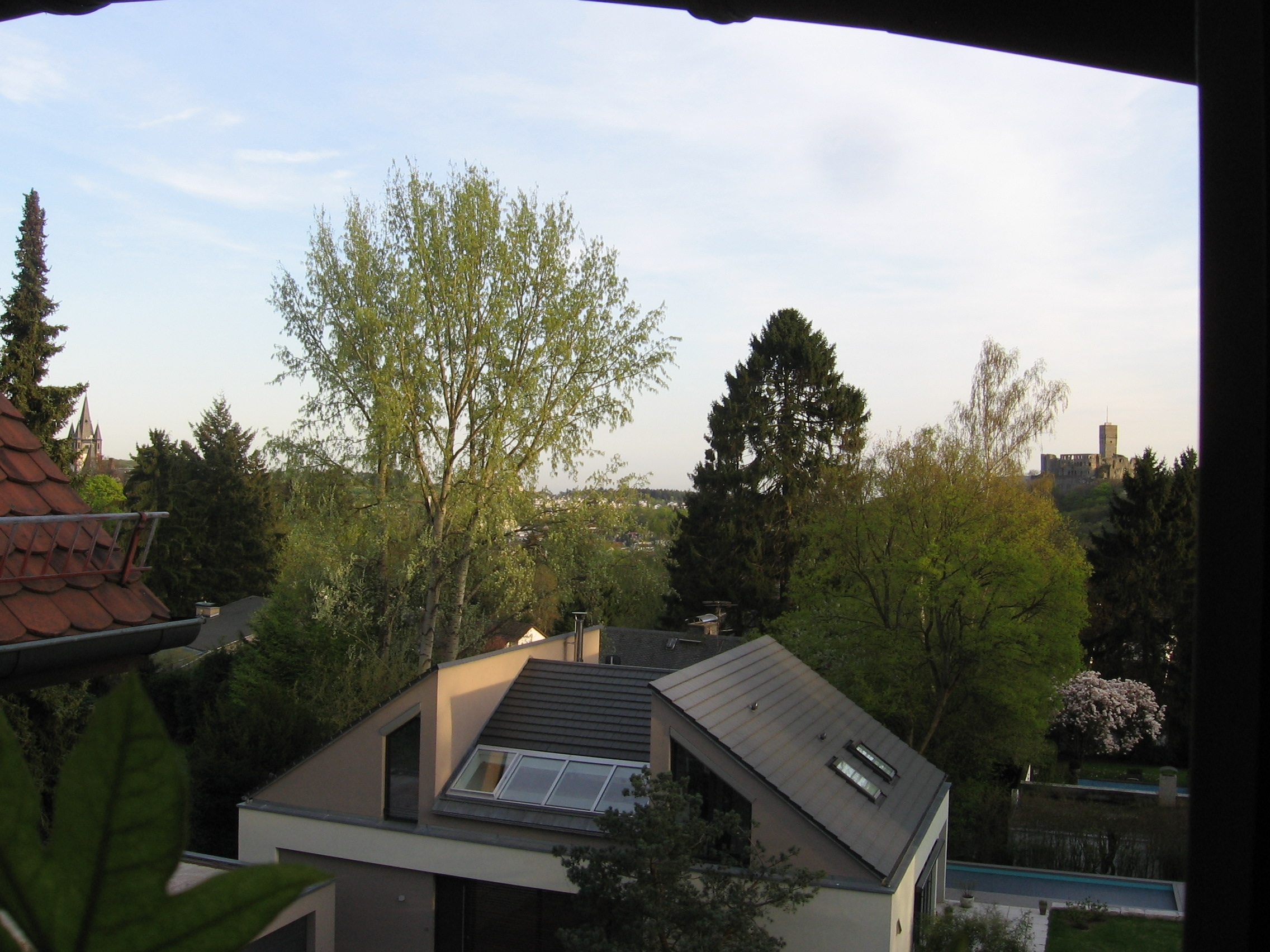
Blick vom Dachgeschoss auf die Villa Andreae und die Burgruine
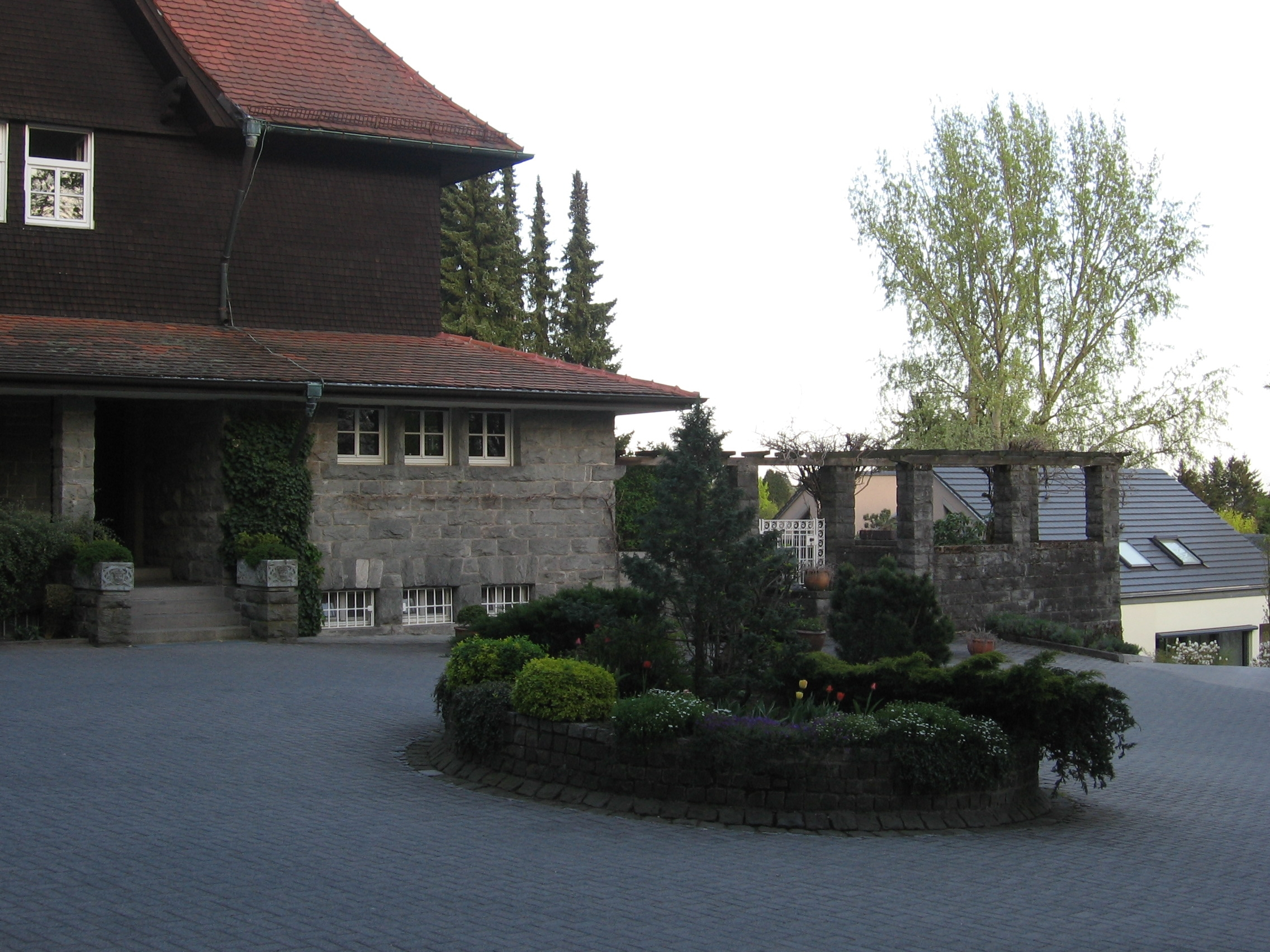
Blick auf den Eingang zum Garten

- 1912?: Landhaus Wasels in Kronberg im Taunus
- 1919: Mausoleum der Familie Heinrich Krumm auf dem Alten Friedhof in Offenbach am Main
- 1914: Verkehrshalle auf der Deutschen Werkbund-Ausstellung in Köln
- vor 1915: Landhaus für Prof. Dr. W. in Wiesbaden
- Verwaltungsgebäude der Firma Heyne in Offenbach am Main
- 1930–1931: Verwaltungsgebäude der Allgemeinen Ortskrankenkasse in Offenbach am Main, Waldstraße (gemeinsam mit dem Offenbacher Architekten Friedrich Bossert)[12]

### Schriften (unvollständig)
- (zusammen mit Richard Gebhardt): Kleine Wohnhäuser. Arbeiterhäuser und Villen. Otto Maier Verlag, Ravensburg 1915.
- Zum Zusammenbruch der Wiener Werkstätten. In: Berliner Tageblatt (unbekannte Ausgabe)
- Hans Ruppel, Frankfurt a. Main. 1914.
- Zur Eröffnung des Ledermuseums. 1917.
- Das deutsche Ledermuseum. Zum 25 Jährigen Jubiläum im Kriegsjahr 1942.
- Spiel der leuchtenden Schatten, Altchinesisches Schattenspiel. In: Westermanns Monatshefte, 97. Jahrgang 1956, Heft 12.
- Kunsthandwerk, Volkskunde, Völkerkunde, Fachtechnik.